# Список народов Мьянмы

Этнолингвистическая карта Бирмы по состоянию на 1972 год

Мьянма — этнически разнородная страна, в которой правительством Мьянмы официально распознаётся 135 народностей, разбитых на восемь групп:
1. качины,
2. кая,
3. карены,
4. чин,
5. моны,
6. бирманцы,
7. араканцы,
8. шаны[1][2]. Это разделение проведено по большей части по религиозному признаку: к примеру, в состав шанов входит 33 народности, говорящие на языках, принадлежащих по крайней мере к четырём разным языковым семьям[3]. Шаны говорят на тай-кадайском языке, лаху — на тибето-бирманском, кхму — на мон-кхмерском, а яо — на мяо-яо. Правительство включает всех их в группу «шаны».

Многие народы официально не распознаются: мьянманские китайцы и панте (паньтайжэнь; китайцы-мусульмане), в совокупности составляющие 3 % населения; мьянманские индийцы (3 % населения); рохинджа, англо-бирманцы и мьянманские гуркхи. Количество людей, принадлежащих к последним двум народам, не известно.

## 135 официально распознаваемых народов
Следует обращать внимание на то, что данный список вызывает сильные сомнения в авторитетности, к примеру, чинские народы разделены, скорее всего, по налогооблагаемым округам, а список групп кая взят из неакадемической книги «I Ghekhù: tribu criana della Birmania orientale» 1902 года. Многие названия не встречаются в других источниках, к примеру, в Этнологе. Нераспознанные или несуществующие в русском написании этнонимы приведены в оригинальной орфографии.

### Качины
Качины, тароны, Dalaung, синпхо, Guari, кхакху, Duleng, мару, раванг, лаши, аци, лису.

### Кая
Кая, заейн, каян, геко, Kebar (возможно, геба), бре, ману, Yin Talai, геко-карен, йин-бо.

### Карены
Карены, кайинпью (геба), Pa-Le-Chi, Mon Kayin, сго, Ta-Lay-Pwa, паку, бве, моннепва, Monpwa, пво.

### Чины
Чины, мейтхеи, Saline, мизо, кхами, ава-кхами, Khawno, Kaungso, Kaung Saing Chin, Kwelshin, Kwangli, Gunte, гуите, Ngorn, Siyin (Sizaang), Sentang, Saing Zan, Za-How, зотунг, зопхей, зо, тиддим, Zahnyet, Tapong, Tay-Zan, Taishon, тхадо, дим, Torr (Tawr), дай-чины, нага, Tanghkul, Malin, Panun, мара, Magun, Matu, Mi-er, Mgan, лушей, Laymyo, Lyente, Lawhtu, лай, Laizao, Mro, Haulngo, Anu, Anun, Oo-Pu, Lhinbu, ашо, Rongtu.

### Бирманцы
Бирманцы, тавойцы, Beik, Yaw, Yabein, каду, ганан, мокен, пхон.

### Моны
Моны.

### Араканцы
Араканцы (йакхаин), камэйн, кхими, сангма, марма, мро, чак.

### Шаны
Шаны, тай-ныа, лахуши, пьен, яо, тано, пале, эн, сон, кхму, акха, коканг, кхамти, кхын, тауньйо, дану, палаунг, синие хмонги, рианг, чёрные рианги, шан-галэ, шан-гьи, лаху, интха, Eik-swair, пао, тай-лой, тай-лэм, тай-лон, тай-лэй, ачаны, мау-шан, ва.